# Иван Кавалджиев (политик)
Иван Л. Кавалджиев е активен обществен деец, радетел за освобождението на страната от Османско господство и политик в свободна България.

## Биография
Роден е в Габрово. Преди Освобождението живее в Букурещ, където е член е на Българското човеколюбиво настоятелство и на Българското централно благотворително общество (БЦБО), продължител на делото на БРЦК.
До Иван Кавалджиев, Иван Грудов, и Георги Странски Христо Ботев изпраща знаменитото си писмо от борда на „Радецки“, в което изповядва:
„Аз съм весел и радостта ми няма граници, като си наумя, че „Моята молитва“ се сбъдва.“
След 1878 г. е съучредител на комитет „Единство“ – Търново 29.08.1879, депутат 1879. Заселва се във Варна, където активно се включва в местния политически живот от либералното крило (привърженик на каравелистите). Избиран е за общински съветник и за заместник кмет.